# Скеляр білокрилий
Скеляр білокрилий (Monticola cinclorhyncha) — вид горобцеподібних птахів родини мухоловкових (Muscicapidae). Гніздиться в Гімалаях, зимує в Індії.

## Опис

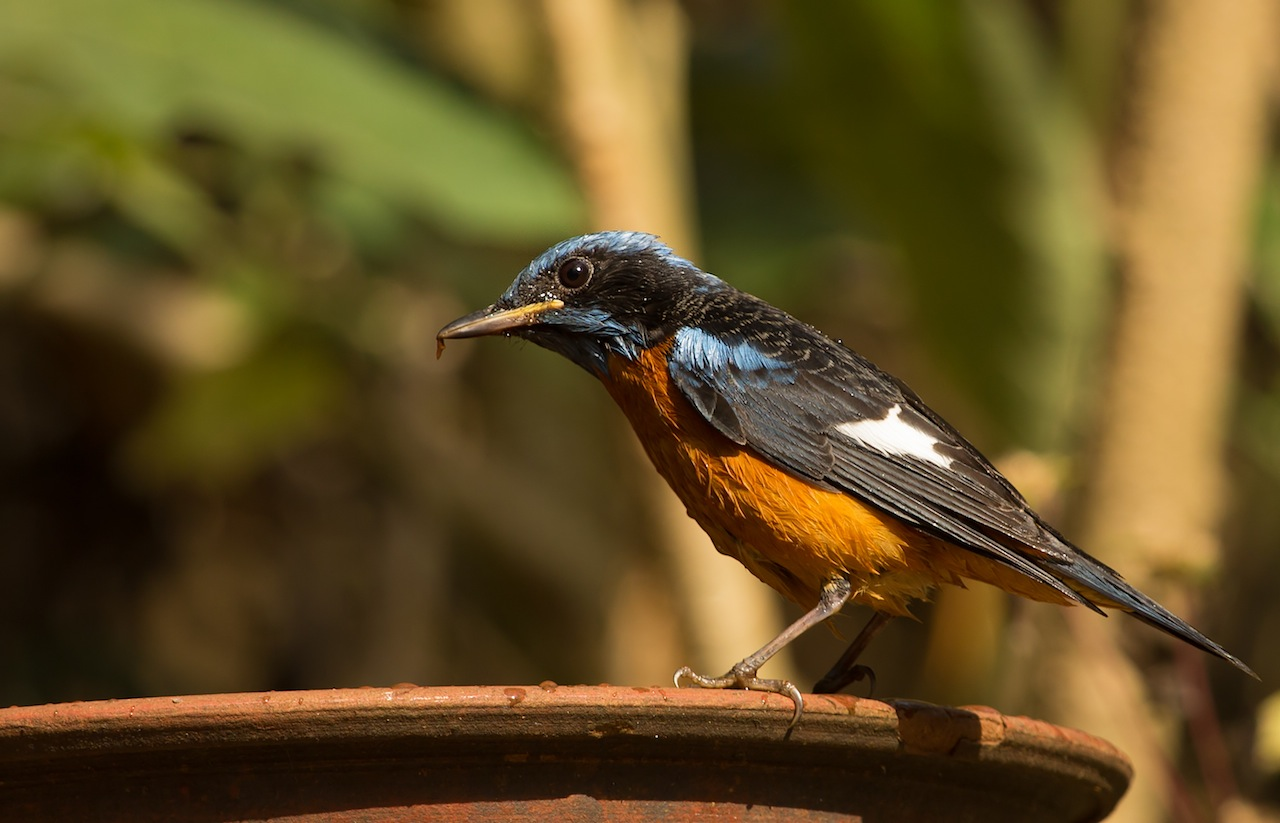
Білокрилий скеляр

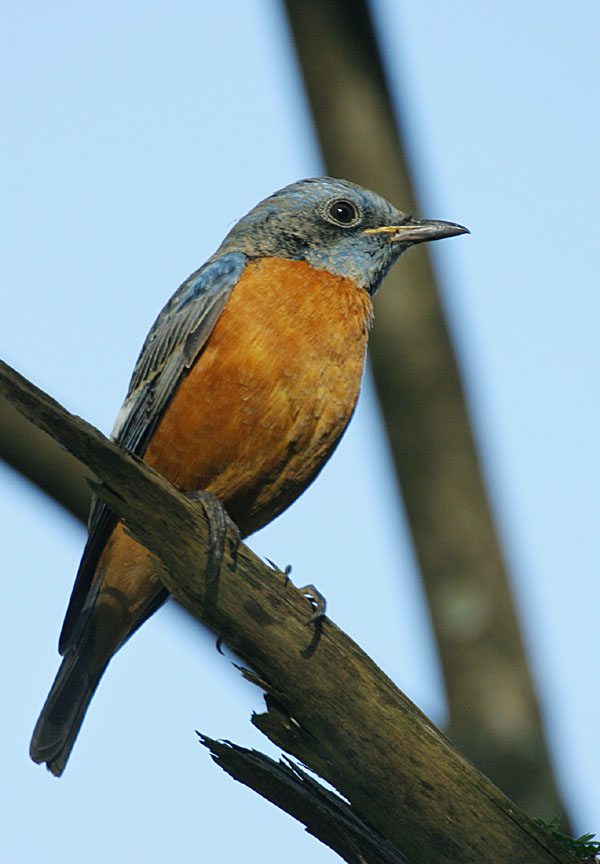
Білокрилий скеляр

Довжина птаха становить 18-19,5 см, вага 29-41 г. У самців верхня частина голови і горло сині, решта голови і верхня частина тіла синювато-чорна. Нижня частина тіла рудувато-коричнева. На крилах білі плями, на згині крила сині плями. У самиць верхня частина тіла рівномірно оливково-коричнева, нижня частина тіла світліша, поцяткована чорним лускоподібним візерунком.

## Поширення і екологія
Білокрилі скелярі гніздяться в горах Афганістану, Пакистану, Північно-Західної Індії, Непалу, Сіккіму, Бутану і західного Аруначал-Прадешу. В жовтні вони мігрують до Південної Індії, де зимують переважно в Західних Гатах, повертаються на північ в квітні. Білокрилі скелярі живуть у відкритих дубових і соснових гірських лісах з густим підліском. Живляться комахами та іншими дрібними безхребетними, дрібними ящірками і жабками, а також ягодами і насінням. Гніздяться з квітня по серпень, переважно у травні-червні. За сезон може вилупится два виводки.